# Love After World Domination
Love After World Domination (jap. 恋は世界征服のあとで Koi wa sekai seifuku no ato de) – manga napisana przez Hiroshiego Nodę i zilustrowana przez Takahiro Wakamatsu, publikowana na łamach magazynu „Gekkan Shōnen Magazine” wydawnictwa Kōdansha od października 2019 do listopada 2022. Na jej podstawie studio Project No.9 wyprodukowało serial anime, który emitowano od kwietnia do czerwca 2022.

## Fabuła
Fudō Aikawa jest członkiem oddziału bohaterów o nazwie Gelato 5, który walczy ze złą organizacją chcącą przejąć władzę nad światem, Gekkō. Wszystko zmienia się jednak, kiedy do Gekkō dołącza Desumi Magahara, powszechnie znana jako Księżniczka Śmierci, w której Fudō zakochuje się od pierwszego wejrzenia, pomimo bycia śmiertelnymi wrogami. Podczas jednej z walk Fudō wyznaje jej swoje uczucia, które zostają odwzajemnione. Od teraz oboje zaczynają spotykać się w tajemnicy, starając się ukryć związek przed swoimi organizacjami. 

## Bohaterowie
- Desumi Magahara (jap. 禍原デス美 Magahara Desumi)

Seiyū: Ikumi Hasegawa 
- Fudō Aikawa (jap. 相川不動 Aikawa Fudō)

Seiyū: Yūsuke Kobayashi 
- Hayato Ōjino (jap. 王子野隼人 Ōjino Hayato)

Seiyū: Kazuyuki Okitsu 
- Misaki Jingūji (jap. 神宮寺美咲 Jingūji Misaki)

Seiyū: Nene Hieda 
- Haru Arisugawa (jap. 有栖川ハル Arisugawa Haru)

Seiyū: Rina Hidaka 
- Daigo Todoroki (jap. 轟大吾 Todoroki Daigo)

Seiyū: Junji Majima 
- Profesor Big Gelato (jap. ビッグジェラート博士 Biggu Jerāto Hakase)

Seiyū: Chafūrin 
- Supreme Leader Bosslar (jap. ボスラー大総統 Bosurā Dai Sōtō)

Seiyū: Tomokazu Sugita 
- Kiki Majima (jap. 魔島忌々 Majima Kiki)

Seiyū: Kana Hanazawa 
- Kyōko Kuroyuri (jap. 黒百合凶子 Kuroyuri Kyōko)

Seiyū: Hisako Kanemoto 
- Anna Hojo (jap. 宝条闇奈 Hōjō Anna)

Seiyū: Ayane Sakura 
- Culverin Bear (jap. カルバリンベア Karubarin Bea)

Seiyū: Tomokazu Sugita 
- Catapult Snake (jap. カタパルトスネーク Kataparuto Sunēku)

Seiyū: Sayaka Kaneko 
- Matchlock Eagle (jap. マッチロックイーグル Matchirokku Īguru)

Seiyū: Hikaru Midorikawa 
- Drone Rabbit (jap. ドローンラビット Dorōn Rabitto)

Seiyū: Kana Ichinose 
- Kira Sanzugawa (jap. 三途川鬼羅 Sanzugawa Kira)

Seiyū: Miyuki Sawashiro 
- Ran Ran (jap. 乱乱)

Seiyū: Nashiko Momotsuki 
- Ultimate Phantom (jap. アルティメット・ファントム Arutimetto Fantomu)

Seiyū: Yukari Tamura 
- Hellko (jap. ヘル子 Heruko)

Seiyū: M.A.O 
- Urami Magahara (jap. 禍原ウラ美 Magahara Urami)

Seiyū: Chinami Hashimoto 
- Anna Hashimoto (jap. 橋本 杏奈 Hashimoto Anna)

Seiyū: Sumire Uesaka 
- Narrator (jap. ナレーション Narēshon)

Seiyū: Fumihiko Tachiki 

## Manga
Seria ukazywała się od 4 października 2019 do 5 listopada 2022 w magazynie „Gekkan Shōnen Magazine” wydawnictwa Kōdansha. Została również opublikowana w 6 tankōbonach, wydanych między 10 kwietnia 2020 a 15 grudnia 2022.
| Nr | Data wydania (język japoński) | ISBN (język japoński)  |
| -- | ----------------------------- | ---------------------- |
| 1  | 10 kwietnia 2020              | ISBN 978-4-06-518676-3 |
| 2  | 17 listopada 2020             | ISBN 978-4-06-521424-4 |
| 3  | 8 kwietnia 2021               | ISBN 978-4-06-522850-0 |
| 4  | 17 stycznia 2022              | ISBN 978-4-06-526224-5 |
| 5  | 15 kwietnia 2022              | ISBN 978-4-06-527157-5 |
| 6  | 15 grudnia 2022               | ISBN 978-4-06-530052-7 |

## Anime
Adaptacja w formie telewizyjnego serialu anime została ogłoszona w majowym numerze „Gekkan Shōnen Magazine” wydanym 6 kwietnia 2021. Seria została wyprodukowana przez studio Project No.9 i wyreżyserowana przez Kazuyę Iwatę. Scenariusz napisał Satoru Sugizawa, postacie zaprojektowała Akemi Kobayashi, rolę reżyseria dźwięku pełnił Satoshi Motoyamą, a muzykę skomponowali Satoshi Hōno i Ryūnosuke Kasai. Anime było emitowane od 8 kwietnia do 24 czerwca 2022 w stacjach AT-X, Tokyo MX, BS Asahi i TV Aichi. Motywem otwierającym jest „Koi wa Explosion” (jap. 恋はエクスプロージョン) w wykonaniu Masayoshiego Ōishiego i Yukari Tamury, końcowym zaś „Koi wa sekai teiri to tomo ni” (jap. 恋は世界定理と共に) autorstwa Dialogue+. Prawa do streamingu nabyło Funimation, natomiast po przejęciu Crunchyroll przez Sony seria została przeniesiona do tegoż serwisu.

### Lista odcinków
| №  | Tytuł | Premiera         |
| -- | --- | ---------------- |
| 1  | I Love You! Kimi no koto ga suki da! (君のことが好きだ！)                                                                               | 8 kwietnia 2022  |
| 2  | The Truth About Dating Dēto no shinri (デートの真理)                                                                                    | 15 kwietnia 2022 |
| 3  | At Last, the Amusement Park Akogare no yūenchi (あこがれの遊園地)                                                                       | 22 kwietnia 2022 |
| 4  | Could You Please Tell Me Why? Sono riyū o kikasete kurenai ka? (その理由を聞かせてくれないか？)                                         | 29 kwietnia 2022 |
| 5  | Just the Way You Are Ari no mama no kimi de (ありのままのきみで)                                                                        | 6 maja 2022      |
| 6  | As Long as We’re at the Beach... Sekkaku no bīchi nan dashi (せっかくのビーチなんだし)                                                  | 13 maja 2022     |
| 7  | Desumi Magahara Is the Monster I Made Magahara Desumi wa ore ga umidashita monsutā nanda (禍原デス美はオレが生み出したモンスターなんだ) | 20 maja 2022     |
| 8  | Everybody Has a Secret or Two Dare datte himitsu no hitotsu-ya futatsu arusa (誰だって秘密のひとつやふたつあるさ)                       | 27 maja 2022     |
| 9  | My Big Sister Has Changed Onee-chan wa kawatte shimatta (お姉ちゃんは変わってしまった)                                                  | 3 czerwca 2022   |
| 10 | Atop the Kokutei Moon Kokutei no tsuki no ue de (黒帝の月の上で)                                                                        | 10 czerwca 2022  |
| 11 | What’s the Point of Getting Closer? Nakayoku natte nanika imi aru? (仲良くなって何か意味ある？)                                         | 17 czerwca 2022  |
| 12 | Eternal Rivals Eien no raibaru (永遠のライバル)                                                                                         | 24 czerwca 2022  |